# 은연어
은연어는 연어목 연어과의 바닷물고기이다.

## 특징
몸길이는 50~90cm이다. 몸은 유선형으로 길고 옆으로 납작하다. 눈은 머리의 가운데에 위치하며 측선의 수평선에 있다. 양턱에는 날카로운 이빨이 있으며 아가미는 길고 가늘다. 배지느러미는 몸의 중앙부에 있으며, 뒷지느러미는 역삼각 형태를 취한다. 꼬리지느러미는 가운데가 약간 들어간 수직형이다. 등지느러미와 꼬리지느러미 사이에는 1개의 기름지느러미가 있다.

## 사진

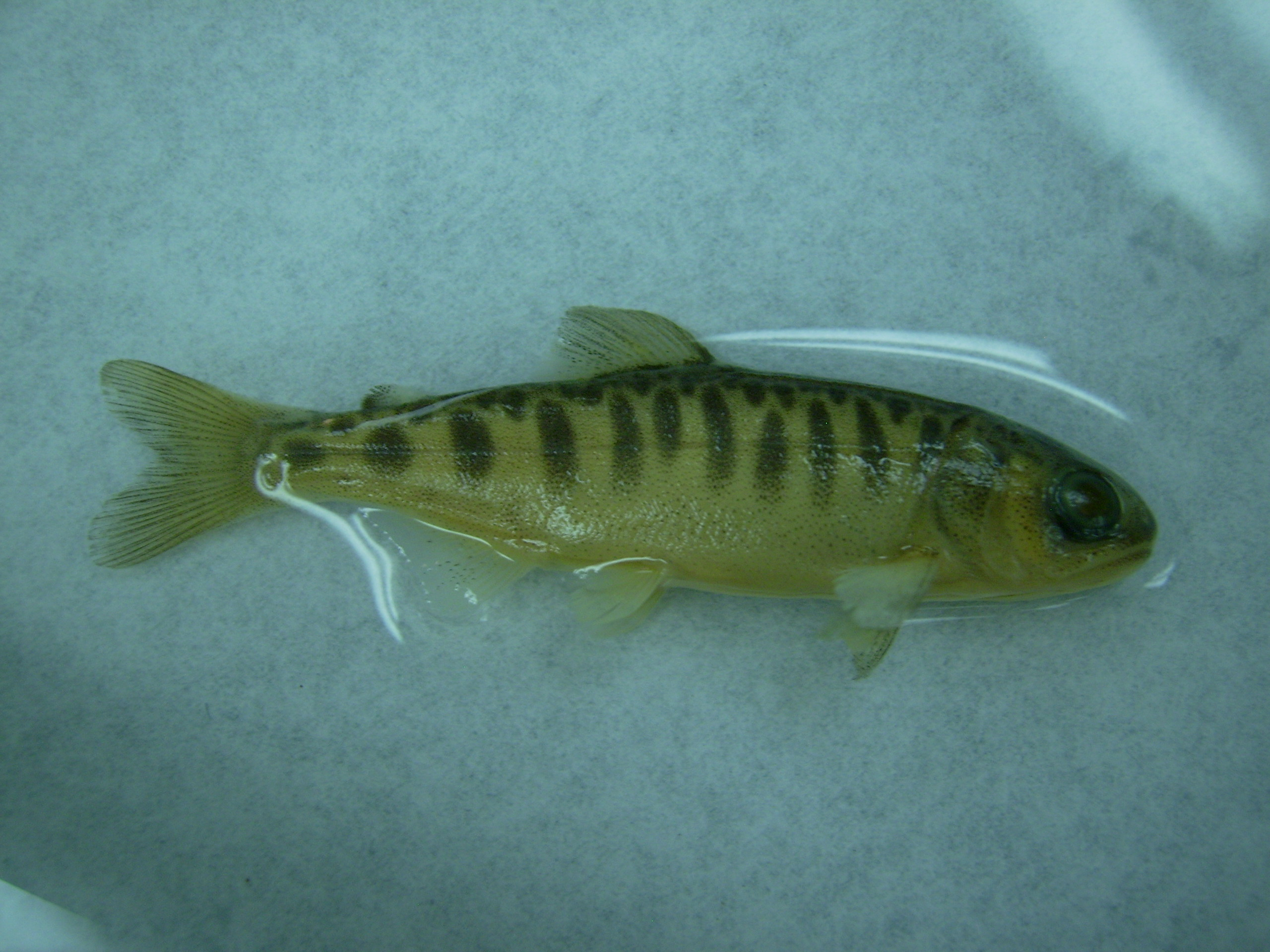
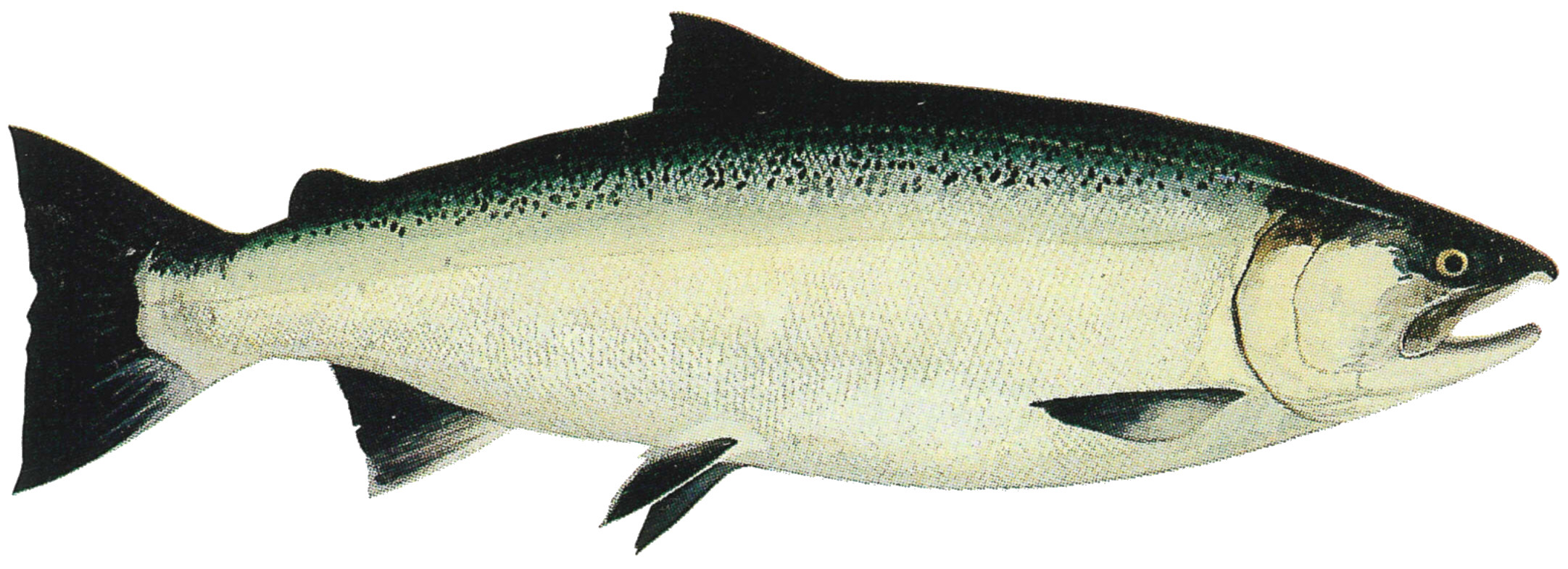
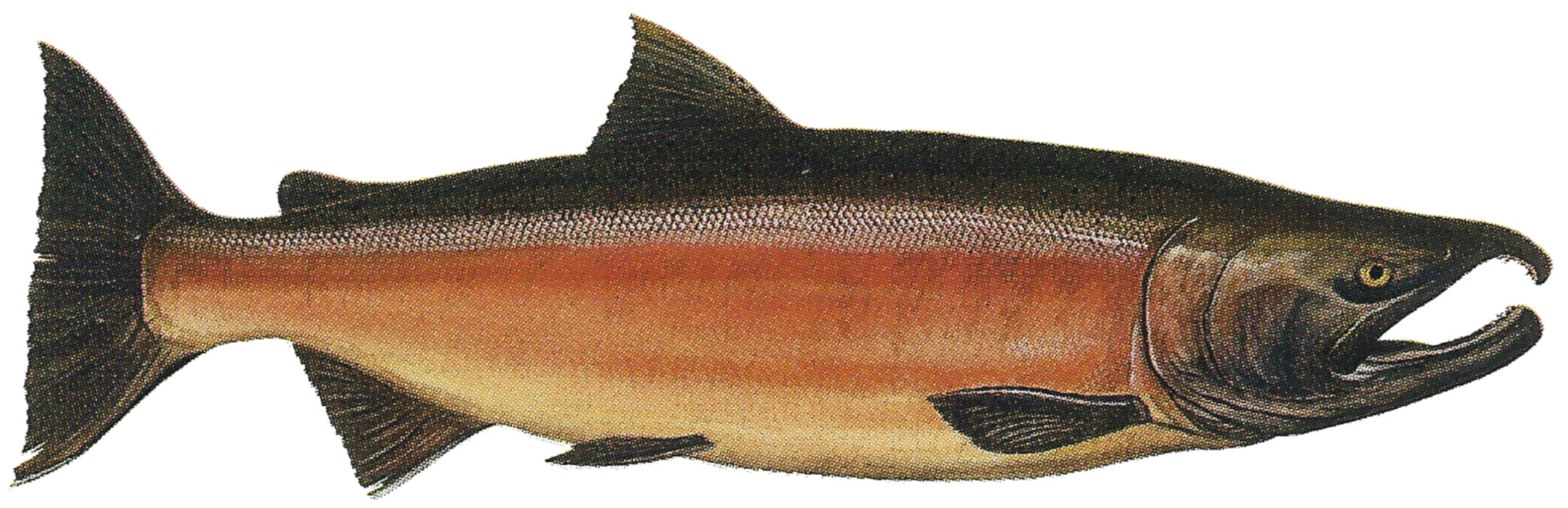
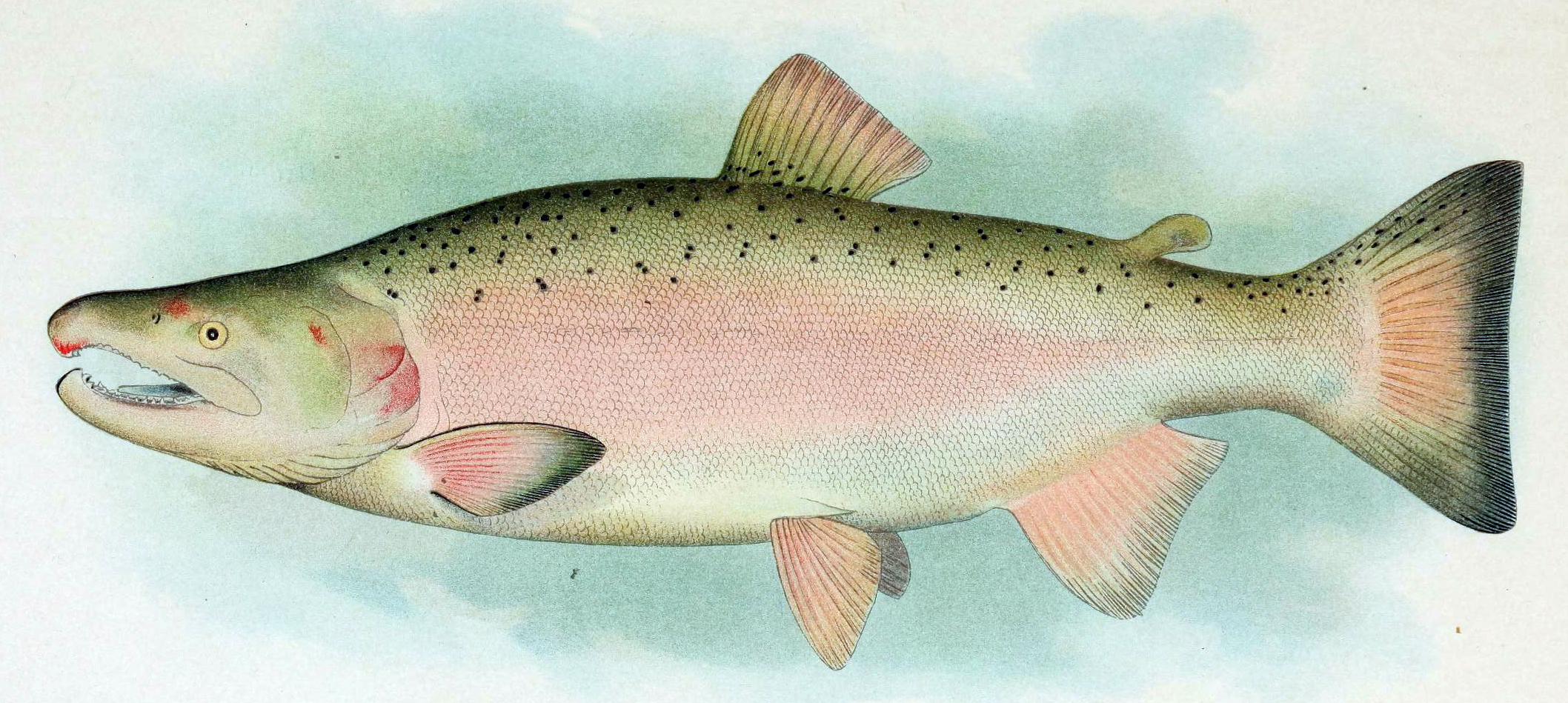